# Гуглерсвілл (Пенсільванія)
Гуглерсвілл (англ. Gouglersville) — переписна місцевість (CDP) в США, в окрузі Беркс штату Пенсільванія. Населення — 585 осіб (2020).

## Географія
Гуглерсвілл розташований за координатами 40°16′13″ пн. ш. 76°1′8″ зх. д. / 40.27028° пн. ш. 76.01889° зх. д. (40.270374, -76.018780).  За даними Бюро перепису населення США в 2010 році переписна місцевість мала площу 3,56 км², з яких 3,56 км² — суходіл та 0,00 км² — водойми.

## Демографія
Згідно з переписом 2010 року, у переписній місцевості мешкало 548 осіб у 225 домогосподарствах у складі 156 родин. Густота населення становила 154 особи/км².  Було 234 помешкання (66/км²).
Расовий склад населення:
| - 96,2 % — білих - 0,9 % — чорних або афроамериканців - 0,2 % — азіатів - 1,8 % — осіб інших рас |

До двох чи більше рас належало 0,9 %. Частка іспаномовних становила 3,1 % від усіх жителів.
За віковим діапазоном населення розподілялося таким чином: 18,1 % — особи молодші 18 років, 59,3 % — особи у віці 18—64 років, 22,6 % — особи у віці 65 років та старші. Медіана віку мешканця становила 46,7 року. На 100 осіб жіночої статі у переписній місцевості припадало 97,1 чоловіків;  на 100 жінок у віці від 18 років та старших — 96,9 чоловіків також старших 18 років.
Середній дохід на одне домашнє господарство  становив 79 851 долар США (медіана — 66 635), а середній дохід на одну сім'ю — 105 144 долари (медіана — 125 313). Медіана доходів становила 60 893 долари для чоловіків та 41 136 доларів для жінок. За межею бідності перебувало 0,7 % осіб, у тому числі 0,0 % дітей у віці до 18 років та 0,0 % осіб у віці 65 років та старших.
Цивільне працевлаштоване населення становило 382 особи. Основні галузі зайнятості: будівництво — 33,0 %, освіта, охорона здоров'я та соціальна допомога — 27,5 %, виробництво — 11,3 %, роздрібна торгівля — 8,4 %.